# Culture japonaise en Occident
 (novembre 2023).
La mise en forme du texte ne suit pas les recommandations de Wikipédia : il faut le « wikifier ».
Les points d'amélioration suivants sont les cas les plus fréquents. Le détail des points à revoir est peut-être précisé sur la page de discussion.
- Les titres sont pré-formatés par le logiciel. Ils ne sont ni en capitales, ni en gras.
- Le texte ne doit pas être écrit en capitales (les noms de famille non plus), ni en gras, ni en italique, ni en « petit »…
- Le gras n'est utilisé que pour surligner le titre de l'article dans l'introduction, une seule fois.
- L'italique est rarement utilisé : mots en langue étrangère, titres d'œuvres, noms de bateaux, etc.
- Les citations ne sont pas en italique mais en corps de texte normal. Elles sont entourées par des guillemets français : « et ».
- Les listes à puces sont à éviter, des paragraphes rédigés étant largement préférés. Les tableaux sont à réserver à la présentation de données structurées (résultats, etc.).
- Les appels de note de bas de page (petits chiffres en exposant, introduits par l'outil «  Source ») sont à placer entre la fin de phrase et le point final[comme ça].
- Les liens internes (vers d'autres articles de Wikipédia) sont à choisir avec parcimonie. Créez des liens vers des articles approfondissant le sujet. Les termes génériques sans rapport avec le sujet sont à éviter, ainsi que les répétitions de liens vers un même terme.
- Les liens externes sont à placer uniquement dans une section « Liens externes », à la fin de l'article. Ces liens sont à choisir avec parcimonie suivant les règles définies. Si un lien sert de source à l'article, son insertion dans le texte est à faire par les notes de bas de page.
- La présentation des références doit suivre les conventions bibliographiques. Il est recommandé d'utiliser les modèles {{Ouvrage}}, {{Chapitre}}, {{Article}}, {{Lien web}} et/ou {{Bibliographie}}. Le mode d'édition visuel peut mettre en forme automatiquement les références.
- Insérer une infobox (cadre d'informations à droite) n'est pas obligatoire pour parachever la mise en page.

Pour une aide détaillée, merci de consulter Aide:Wikification.
Si vous pensez que ces points ont été résolus, vous pouvez retirer ce bandeau et améliorer la mise en forme d'un autre article.
 (mars 2024).
Depuis le XIXe siècle, la langue et la culture japonaise sont largement appréciées par le monde occidental. C’est surtout après la Seconde Guerre mondiale que le Japon est devenu un leader économique mondial, son développement économique ayant attiré l'attention du monde entier. Au cours du processus de reconstruction d'après-guerre, l'économie japonaise a connu une croissance rapide et s'est modernisée comme jamais auparavant. Outre les indicateurs financiers, cette prospérité a également été le prélude à de profonds changements culturels qui ont commencé à avoir un impact significatif au-delà des frontières du Japon. La diversification de la culture japonaise est un phénomène qui a accompagné un développement économique rapide. Dans sa quête d'après-guerre pour redéfinir son identité, le Japon s'est lancé dans un processus de préservation et d'innovation culturelles. Cela a conduit à une reconnaissance mondiale de l'art, de la littérature, du cinéma et d'autres expressions culturelles japonaises. En outre, ce processus de diversification a jeté les bases de l'influence culturelle du Japon. Cette influence dépasse les frontières géographiques et linguistiques, et ses manifestations dans des domaines tels que la mode, la cuisine, l'art et la technologie ont captivé l'imagination des Occidentaux. Cette étude vise à révéler les mécanismes de cette influence, en mettant l'accent sur les éléments linguistiques et culturels qui ont pris place dans le tissu de la société occidentale.

## Influence linguistique

### Diffusion de la langue japonaise en Occident
La diffusion de la langue japonaise en Occident est un phénomène complexe et évolutif qui a considérablement changé au cours des dernières décennies. Divers facteurs ont contribué à cette diffusion linguistique, créant des liens culturels et linguistiques entre le Japon et l'Occident. Cette évolution a été stimulée par des influences éducatives, culturelles, médiatiques et technologiques. Au fur et à mesure que la langue japonaise se répandait, de plus en plus d'Occidentaux ont commencé à l'étudier dans différents domaines. Par exemple:"Japanamerica: How Japanese Pop Culture Has Invaded the U.S." par Roland Kelts - Ce livre explore l'impact de la culture pop japonaise, y compris la langue, aux États-Unis. "The Japan of Pure Invention: Gilbert and Sullivan's The Mikado" par Josephine Lee - Cet ouvrage examine comment l'opéra de Gilbert et Sullivan, "The Mikado", a influencé la perception de la culture japonaise dans l'Occident. "Japanese Popular Culture and Globalization" édité par Matthew Allen - Un recueil d'essais qui pourrait offrir des perspectives sur la diffusion de la langue japonaise dans un contexte mondial.

### Apprentissage de la langue japonaise
L'éducation formelle est l'un des principaux moyens de diffusion de la langue japonaise. Des manuels et des programmes d'étude ont été élaborés pour répondre à la demande croissante d'enseignement de la langue japonaise. Les auteurs de manuels les plus connus, Taeko Kamiya. Ses livres proposent aux Occidentaux une approche pratique et situationnelle de l'apprentissage du japonais dans les milieux professionnels et touristiques. Au-delà de cela,"Learning Japanese in the Network Society" par Peter McCagg - Un livre qui pourrait aborder la manière dont la langue japonaise est enseignée et apprise dans un contexte mondialisé."Japan's Cultural Code Words: 233 Key Terms That Explain the Attitudes and Behavior of the Japanese" par Boyé Lafayette De Mente - Bien que cela ne soit pas spécifiquement sur la diffusion de la langue, cela pourrait offrir des insights culturels pertinents.

## Influence culturelle

### La fascination pour l'estampe et la peinture japonaise
Au cours des XIXe et XXe siècles, la fascination pour les estampes et les peintures japonaises a eu un effet profond sur de nombreux artistes occidentaux. L'art japonais a été présenté à l'Occident par le biais d'échanges culturels et d'expositions, en particulier après l'ouverture du Japon au monde extérieur au milieu du 19e siècle. Les estampes ukiyo-e les plus représentatives. Représentant souvent des scènes de la vie quotidienne, des acteurs de kabuki, des paysages et des femmes, les estampes ukiyo-e ont attiré des artistes tels que Vincent van Gogh et Claude Monet (Mitsuya Nakanishi,2016). Ces estampes ont introduit des techniques graphiques et des perspectives innovantes. Le phénomène connu sous le nom de "Japonisme" a émergé, montrant comment l'art japonais a imprégné la culture occidentale. Des artistes tels que Édouard Manet, Edgar Degas et Henri Toulouse-Lautrec ont incorporé des éléments japonais dans leurs œuvres.

### L’influence sur l'opéra occidental
L'influence de la culture japonaise sur l'opéra occidental a été particulièrement évidente à la fin du XIXe siècle et au début du XXe siècle. Certains compositeurs d'opéra ont été attirés par les thèmes japonais et ont adapté des histoires japonaises dans des opéras. Par exemple, l'opéra Madame Butterfly de Giacomo Puccini est basé sur une histoire japonaise.L'incorporation d'instruments de musique japonais et l'utilisation particulière de l'espace, des couleurs vives et des motifs stylisés dans l'esthétique des scènes japonaises ont influencé la conception de l'opéra occidental.

### L'engouement pour les mangas et les animés
Au fil des ans, les mangas et les animes japonais ont gagné en influence en Occident et sont devenus un élément important de la culture populaire. Otakuthon est le plus important festival d'anime au Québec et au Canada où les éléments japonais ont dominé l'ensemble de l'événement. Il présente l'animation japonaise (anime), les mangas japonais (bandes dessinées), les jeux vidéo associés et la culture pop japonaise. Les fans expriment leur créativité en recréant les costumes de leurs personnages préférés lors d'événements dédiés. De nombreux dessins animés et films d'animation ont été traduits en français et en néerlandais pour le marché belge, ce qui les rend plus accessibles. L'adaptation dans les langues locales contribue à populariser ces médias auprès de la population belge. 
De plus, la popularisation des animés et des mangas a conduit à la construction de cafés à thème inspirés des personnages fictifs. En 2011, le premier café inspiré de mangas en Amérique du Nord a ouvert ses portes: l'O-Taku Manga Lounge à Montréal. On peut y acheter des mangas tout en savourant de la cuisine japonaise (ramens, onigiris, mochis, etc.). Depuis, de nombreux autres cafés ont ouvert en Amérique du Nord; comme à Toronto où il y a des cafés événementiels qui restent ouverts le temps d'une fin de semaine. Ils se sont aussi développés en France comme le Manga Café V2 à Paris, un endroit adapté à la détente de tous les Otakus.
En France, le premier bar à chats inspiré du Japon ouvre en 2013 dans le 11e arrondissement à Paris. Simplement nommé <<Le Café des chats>>, il est encore ouvert aujourd'hui. Plus de cinquante cafés ont ouverts leurs portes par la suite dans tout le pays. Plusieurs de ces cafés ont même contribué au bien-être de la population.
Les cafés ont eu tant de succès au Japon que des cafés de maids ont vu le jour en Occident. C'est un endroit où les gens se font servir par des femmes en costume de soubrettes qui proposent des prestations aux clients ainsi que des conversations selon la préférence des clients.

### Les jeux vidéo et le succès des franchises japonaises
Au cours des dernières décennies, les jeux vidéo japonais ont connu le succès dans le monde entier, y compris en Occident. Des franchises emblématiques telles que Super Mario, Pokémon, Final Fantasy, et bien d'autres ont acquis une immense popularité en Europe. Ces jeux ont réussi à transcender les frontières culturelles et linguistiques, attirant un large public. Les jeux vidéo japonais sont souvent traduits en anglais, en français et en néerlandais pour le marché européen. Ces adaptations favorisent la popularité des jeux et permettent aux joueurs belges de profiter pleinement de l'expérience de jeu.

### L’influence philosophique et spirituelle, le bouddhismezen
Au XXe siècle, le bouddhisme zen a trouvé un terrain fertile en Occident et continue d'avoir un impact significatif. Le zen a eu un impact profond sur la culture occidentale, en particulier dans les domaines de l'art, de la littérature, de la psychologie et de la philosophie. Les principes de la pleine conscience, de la simplicité et de la présence dans l'instant présent ont été largement repris. Outre la méditation, le zen a inspiré des pratiques modernes telles que la pensée positive, qui sont devenues populaires dans divers domaines, notamment la médecine, la psychologie et les affaires. Jon Kabat-Zinn est un pionnier de la pleine conscience et de la méditation en médecine. Son livre "Full Catastrophe Living", explore comment la méditation de pleine conscience basée sur le Zen peut aider à faire face au stress et à la maladie.